# جمعية جمهورية الكونغو الديمقراطية الوطنية
جمعية جمهورية الكونغو الديمقراطية الوطنية (بالإنجليزية: National Assembly)‏ هي الهيئة التشريعية في جمهورية الكونغو الديمقراطية، وتتكون من 500 مقعداً، وهو المجلس الأدنى في برلمان جمهورية الكونغو الديمقراطية.

## طالع أيضًا
- برلمان جمهورية الكونغو الديمقراطية